# یوشیو کوسوگی
یوشیو کوسوگی (به ژاپنی: 小杉 義男 Kosugi Yoshio)؛ (۱۵ سپتامبر ۱۹۰۳ – ۱۲ مارس ۱۹۶۸) یک هنرپیشه اهل ژاپن بود.
از فیلم‌ها یا برنامه‌های تلویزیونی که وی در آن نقش داشته است می‌توان به مردانی که بر دم ببر گام می‌نهند، سانشیرو سوگاتا، جاده، داستان قلعه اوساکا و مادام باترفلای اشاره کرد.